# 濱田山
濱田山（日语：／ Hamadayama */?）是東京都杉並區的地名。現行行政地名為濱田山一丁目至濱田山四丁目。已實施住居表示。2013年10月1日為止的人口有16,375人。郵遞區號168-0065。

## 地理
位於杉並區中西部。北鄰杉並區成田東、成田西。西鄰杉並區高井戶東。南與杉並區下高井戶之間以神田川為界。東鄰杉並區永福、大宮。井之頭通貫穿町內。町內多為住宅區。

## 歷史

### 地名由來
現在町內杉並南郵便局附近一帶，在江戶時代是商人濱田屋的所有地，為一片林地（附近稱之為「山」），稱濱田屋之山，後來演變為濱田山。

## 交通
町內有京王井之頭線濱田山站。町域東部鄰近西永福站。此外，還可利用杉並區社區巴士杉丸（すぎ丸）。

## 設施
- 杉並南郵便局
- 杉並區立濱田山小學校

## 備註
1. ↑  杉並区 区政資料 - 統計 - 人口 - 各歳別人口25年 的存檔，存档日期2013-10-22.